# ستيف كامبل
ستيف كامبل (بالإنجليزية: Steve Campbell)‏ هو لاعب كرة قدم أمريكية أمريكي، ولد في 11 أبريل 1966 في بينساكولا في الولايات المتحدة.